# Municipio de Lake (condado de Missaukee)
El municipio de Lake (en inglés: Lake Township) es un municipio ubicado en el condado de Missaukee en el estado estadounidense de Míchigan. En el año 2010 tenía una población de 2800 habitantes y una densidad poblacional de 30 personas por km².

## Geografía
El municipio de Lake se encuentra ubicado en las coordenadas 44°18′8″N 85°17′9″O / 44.30222, -85.28583. Según la Oficina del Censo de los Estados Unidos, el municipio tiene una superficie total de 93.33 km², de la cual 81,76 km² corresponden a tierra firme y (12,4 %) 11,57 km² es agua.

## Demografía
Según el censo de 2010, había 2800 personas residiendo en el municipio de Lake. La densidad de población era de 30 hab./km². De los 2800 habitantes, el municipio de Lake estaba compuesto por el 97,07 % blancos, el 0,25 % eran afroamericanos, el 0,36 % eran amerindios, el 0,18 % eran asiáticos, el 0,36 % eran de otras razas y el 1,79 % eran de una mezcla de razas. Del total de la población el 2,46 % eran hispanos o latinos de cualquier raza.